# Pape Souaré
Pape N'Diaye Souaré, né le 6 juin 1990 à Mbao, est un footballeur international sénégalais qui évolue au poste de défenseur au Morecambe FC.

## Biographie

### En club
Après des tests concluants, Pape Souaré parvient à intégrer le centre de formation Diambars à Saly. Pensionnaire, il y reste de 13 à 18 ans évoluant au sein de la toute première promotion de l'école. Son habileté lui permet de jouer avec l'équipe A de Diambars, le Diambars Football Club, équipe de deuxième division.
C'est à l'occasion du traditionnel tournoi de Pentecôte de Croix qu'il est repéré, ainsi qu'Idrissa Gueye, lors d'une confrontation avec les 18 ans du LOSC. Il rejoint le club nordiste en juillet 2008. Son arrivée au LOSC marque son repositionnement sur le terrain de défenseur central à latéral gauche.
Durant l'été 2009, il effectue la préparation d'avant-saison avec le groupe professionnel mais n'est pas aligné en équipe première avant le mois d'octobre. En juin 2010, il signe son premier contrat professionnel, ce dernier courant sur trois ans. Il joue son premier match avec l'effectif professionnel le 23 janvier 2010 lors du 32e de finale de la Coupe de France contre Colmar. 
Le 4 novembre 2010, il joue son premier match de coupe d'Europe en étant titulaire en Ligue Europa contre le Levski Sofia. Le 20 février 2011, il dispute son premier match de Ligue 1 en remplaçant Mathieu Debuchy à l'heure de jeu face au Montpellier HSC. 
Le 19 août 2012, le Stade de Reims annonce le prêt de Souaré par le club lillois pour une saison.
Il inscrit le premier but de sa carrière professionnelle lors du match contre l'AC Ajaccio le 5 octobre 2013 (9e journée, victoire 2-0). Lors de la 14e journée de ligue 1, il marque à la 84e minute de jeu et offre la victoire aux siens face au Toulouse FC, inscrivant son 3e but de la saison. Lors de cette saison, Lille n’encaisse que 4 buts lors des 16 premières journées. 
Le 30 janvier 2015, il quitte le LOSC pour rejoindre la Premier League et Crystal Palace contre une somme avoisinant les 4,6 millions d'euros. Il y signe un bail de trois ans et demi.
Fin septembre 2016, il est victime d'un grave accident de la route, entrant en collision frontale avec un autre véhicule, les secours devant le désincarcérer avant de pouvoir l'héliporter. Il retrouve les pelouses le 19 septembre 2017, entrant en jeu en League Cup face à Huddersfield Town (victoire 1-0).
Le 6 septembre 2021, il rejoint Charlton Athletic.

### En sélection
Le 28 février 2012, il honore sa première sélection avec le Sénégal face à l'Afrique du Sud.
Début juillet 2012, il fait partie des joueurs sélectionnés pour disputer les Jeux olympiques de Londres.

## Statistiques
| Saison                | Club                  | Championnat           | Championnat | Championnat | Coupe nationale | Coupe nationale | Coupe de la Ligue | Coupe de la Ligue | Compétition(s) continentale(s) | Compétition(s) continentale(s) | Compétition(s) continentale(s) | Sénégal | Sénégal | Total | Total |
| Saison                | Club                  | Division              | M.          | B.          | M.              | B.              | M.                | B.                | Comp.                          | M.                             | B.                             | M.      | B.      | M.    | B.    |
| 2009-2010             | Lille OSC             | Ligue 1               | -           | -           | 1               | 0               | -                 | -                 | C3                             | -                              | -                              | -       | -       | 1     | 0     |
| 2010-2011             | Lille OSC             | Ligue 1               | 3           | 0           | -               | -               | -                 | -                 | C3                             | 1                              | 0                              | -       | -       | 4     | 0     |
| 2011-2012             | Lille OSC             | Ligue 1               | 7           | 0           | -               | -               | 1                 | 0                 | C1                             | -                              | -                              | 3       | 0       | 11    | 0     |
| 2012-2013             | Stade de Reims (prêt) | Ligue 1               | 23          | 0           | 1               | 0               | 1                 | 0                 | -                              | -                              | -                              | 2       | 0       | 27    | 0     |
| 2013-2014             | Lille OSC             | Ligue 1               | 33          | 3           | 2               | 0               | 1                 | 0                 | -                              | -                              | -                              | 5       | 0       | 41    | 3     |
| 2014-2015             | Lille OSC             | Ligue 1               | 5           | 0           | -               | -               | -                 | -                 | C1+C3                          | 4+2                            | 0+0                            | 2       | 0       | 13    | 0     |
| Total sur la carrière | Total sur la carrière | Total sur la carrière | 71          | 3           | 4               | 0               | 3                 | 0                 | -                              | 7                              | 0                              | 12      | 0       | 97    | 3     |

## Palmarès
- Lille OSC
  - Champion de France en 2011.

- Crystal Palace
  - Finaliste de la Coupe d'Angleterre en 2016.